# Norfolk—Elgin
Pour les articles homonymes, voir Norfolk et Elgin.
Circonscription électorale fédérale du Canada
Norfolk—Elgin est une circonscription électorale fédérale de l'Ontario, représentée de 1925 à 1935.
La circonscription de Norfolk—Elgin est créée en 1924 avec des parties de Norfolk et d'Elgin-Est. Abolie en 1933, elle est redistribuée parmi Norfolk et Elgin.

## Géographie
En 1924, la circonscription de Norfolk—Elgin comprenait:
- Le comté de Norfolk
- Une partie du comté d'Elgin
  - Les cantons de Bayham et Malahide

## Députés
| Législature                                    | Années                                      | Député                                      | Député                                      | Parti                                       |
| Norfolk—Elgin issue de Norfolk et Elgin-Est    | Norfolk—Elgin issue de Norfolk et Elgin-Est | Norfolk—Elgin issue de Norfolk et Elgin-Est | Norfolk—Elgin issue de Norfolk et Elgin-Est | Norfolk—Elgin issue de Norfolk et Elgin-Est |
| ---------------------------------------------- | ------------------------------------------- | ------------------------------------------- | ------------------------------------------- | ------------------------------------------- |
| 15e                                            | 1925–1926                                   |                                             | John Lawrence Stansell                      | Conservateur                                |
| 16e                                            | 1926–1930                                   |                                             | William Horace Taylor                       | Libéral                                     |
| 17e                                            | 1930–1935                                   |                                             | William Horace Taylor                       | Libéral                                     |
| Circonscription dissoute dans Elgin et Norfolk |                                             |                                             |                                             |                                             |